# Der Mordprozeß O’Hara
Der Mordprozeß O’Hara ist ein US-amerikanischer Kriminalfilm aus dem Jahr 1951 von John Sturges mit Spencer Tracy und Pat O’Brien in den Hauptrollen sowie James Arness in der Titelrolle. Der Film noir wurde von Metro-Goldwyn-Mayer produziert und basiert auf dem 1950 veröffentlichten Roman The People Against O’Hara von Eleazar Lipsky.

## Handlung
In New York wird William Sheffield, Besitzer eines Fischmarktes, Opfer eines Raubmordes. Augenzeuge der Tat ist der schwedische Seemann Sven Norson. Im sichergestellten Fluchtauto findet man Fingerabdrücke des ehemaligen Angestellten Frankie Korvac. Frankie bezeichnet sich als Helfer und nennt seinen früheren Kollegen Johnny O’Hara als den Mörder. Als der Zivilbeamte Vincent Ricks Johnny verhaften will, ergreift dieser die Flucht. Er hält Ricks für einen Handlanger des Gangsters Sol Lanzetta, mit dessen Ehefrau Katrina er eine Affäre hat. Johnnys Eltern rufen den Rechtsanwalt James Curtayne an, der Johnny schon in seiner Jugend vor Gericht vertreten hat. Der alkoholkranke Curtayne will sich mehr um seine Tochter Ginny kümmern, daher lehnt er zunächst den Auftrag ab. Doch nach einiger Zeit sagt er zu und spricht mit Johnny, der ihm nichts über seine Affäre sagt und auch nicht erklären kann, warum er eine Waffe bei sich trägt. Staatsanwalt Louis Barra ist überzeugt, den Fall gewinnen zu können. Zum einen ist bekannt, dass Johnny vor kurzer Zeit mit Sheffield in Streit geraten ist, zum anderen schwört Frankie, dass Johnny seinen Chef für einen Goldbarren umbringen wollte, der in einem Koffer aufbewahrt wurde. Einen Koffer hat die Polizei in Johnnys Auto gefunden. Ginny spricht mit ihrem Freund Jeff Chapman. Sie erklärt ihm, ihn nicht heiraten zu können, weil sie sich um ihren Vater kümmern müsse. Curtayne sucht zur gleichen Zeit Lanzetta auf. Zwar weiß der nicht, wer Sheffield ermordet hat, doch er erzählt dem Rechtsanwalt, dass Sheffield drauf und dran war, einen Kredit über 20.000 Dollar zurückzuzahlen. 
Zu Beginn des Gerichtsverfahrens zeigt sich Curtayne von seiner besten Seite. Als es ihm nicht gelingt, Frankies Geständnis zu entkräften, wird er verbittert und greift, zum Unmut Ginnys, zur Flasche. Von seinem Freund Ricks erfährt er in einer Bar, dass der Augenzeuge Norson Johnny belastet. Kurz darauf erscheint Norson in der Bar und bietet Curtayne an, für 500 Dollar seine Aussage zu Gunsten Johnnys zu ändern. Der Anwalt schreibt einen Scheck aus und betrinkt sich. Am nächsten Verhandlungstag wird Norson in den Zeugenstand gerufen und wiederholt seine belastende Aussage. Der entsetzte Curtayne sieht den Scheck in Barras Hand. Barra rügt Curtayne, verzichtet aber auf eine Anklage. Nach einigen Tagen besuchen Ricks und Curtayne das Begräbnis eines gemeinsamen Freundes. Dabei informiert Ricks seinen Freund, dass Johnnys Schwester Peg versucht hat, Curtayne zu sprechen. Curtayne sucht Johnnys Eltern auf, um Johnnys Sachen zu durchsuchen. Er findet ein italienisches Wörterbuch und den Verwahrungsschein für ein Postpaket. Im Postamt wird ihm die Herausgabe des Pakets ohne Johnnys Vollmacht verweigert. Curtayne kann auf dem Adressfeld eine weibliche Handschrift ausmachen. Er glaubt, dass es sich dabei um Katrina Lanzetta handelt und stellt sie zur Rede. Die junge Frau fürchtet sich zwar, sagt aber gegenüber Curtayne, Ricks und Barra aus, dass Johnny in der Tatnacht bei ihr war. Barra glaubt ihr, aber ihm sind die Hände gebunden, weil Johnny sich weigert, die Aussage zu bestätigen, um Katrina zu schützen. Katrina erzählt zudem, dass ihr Mann sehr an dem Verfahren interessiert sei und glaube, dass der Koffer etwas Wichtiges beinhalte.
Barra lässt den Koffer untersuchen. In ihm wird Rauschgift im Wert von 200.000 Dollar gefunden. Curtayne sucht Lanzetta auf und fordert einen schon lange ausstehenden Gefallen ein. Lanzetta erklärt, er wisse, wer der Mörder ist und werde die Information gegen den Koffer preisgeben. Curtayne geht, von der Polizei verwanzt und mit Ricks und Barra am Empfänger, zum Treffpunkt in Sheffields Haus. Im Haus funktioniert die Wanze nicht. Curtayne ist sich sicher, in Todesgefahr zu schweben und ruft Ginny an. Er lässt sich nach einem kurzen Gespräch Jeff geben und gibt ihm seinen Segen zur Hochzeit. Kurz darauf erscheint Frankies älterer Bruder James Korvac, der genauso groß wie Johnny ist. James gesteht den Mord und zwingt Curtayne mit vorgehaltener Waffe, mit ihm das Haus zu verlassen. Draußen versucht die Zivilbeamtin Betty Clark James abzulenken, doch als Angelo Korvac, ein weiterer Bruder, mit einem Lieferwagen vorfährt, kommt es zu einer Schießerei. Curtayne wird tödlich getroffen, bevor die Polizei die Brüder festnehmen kann.

## Produktion

### Hintergrund
Gedreht wurde der Film von Ende Februar bis Anfang März 1951 in New York (u. a. am Fulton Fish Market und auf der Manhattan Bridge) sowie von Mitte März bis Anfang April 1951 in den MGM-Studios in Culver City.
Während der Dreharbeiten erkrankte Regisseur John Sturges an einer Virusinfektion und wurde von Regieassistent Bert Glazer und dem Studio-Geschäftsführer J. J. Cohen vertreten. Der New Yorker Rechtsanwalt und Autor Gustave B. Garfield verklagte MGM und Drehbuchautor Lipsky. Garfield gab an, dass Lipsky, der die Filmrechte an seinem Roman für 40.000 Dollar an MGM verkaufte, Garfields Kurzgeschichte Murder in Jest als Vorlage für seinen Roman benutzte. Das Verfahren wurde eingestellt, als MGM zusagte, 5.000 Dollar für die Rechte an der Kurzgeschichte zu zahlen.

### Stab
James Basevi und Cedric Gibbons oblag die künstlerische Leitung. Edwin B. Willis und Jacques Mapes waren für das Szenenbild zuständig, Helen Rose für die Kostüme von Diana Lynn, William Tuttle und John Truwe für das Maskenbild. Verantwortlicher Toningenieur war Douglas Shearer. A. Arnold Gillespie und Warren Newcombe steuerten die Spezialeffekte bei. Albert Richard Sendrey dirigierte das Orchester.

### Besetzung
In kleinen nicht im Abspann erwähnten Nebenrollen traten Charles Bronson als Angelo Korvac, Mae Clarke, Don Dillaway, Fred Essler, Frank Ferguson, Ned Glass, Jack Kruschen, Celia Lovsky, Harold Miller, Jeff Richards, William Schallert und Michael Tolan auf. Ebenfalls unerwähnt blieben Peter Mamakos als James Korvac und Sailor Vincent als William Sherman. Im Film hört man nur die Stimme eines weiteren Korvac-Bruders. In der Originalfassung wurde er von Paul Frees gesprochen.

## Synchronisation
Die deutsche Synchronfassung entstand 1991.
| Rolle                      | Schauspieler      | Deutscher Synchronsprecher |
| -------------------------- | ----------------- | -------------------------- |
| James Curtayne             | Spencer Tracy     | Horst Schön                |
| Vincent Ricks              | Pat O’Brien       | Peter Matić                |
| Ginny Curtayne             | Diana Lynn        | Anita Lochner              |
| Louis Barra                | John Hodiak       | Jürgen Heinrich            |
| Sol Lanzetta               | Eduardo Ciannelli | Lothar Blumhagen           |
| Johnny O’Hara              | James Arness      | Detlef Bierstedt           |
| Katrina Lanzetta           | Yvette Duguay     | Cornelia Meinhardt         |
| Sven Norson                | Jay C. Flippen    | Wolfgang Dehler            |
| Frankie Korvac             | William Campbell  | Lutz Riedel                |
| Jeff Chapman               | Richard Anderson  | Joachim Tennstedt          |
| Richter Keating            | Henry O’Neill     | Heinz Theo Branding        |
| Mr. O’Hara                 | Arthur Shields    | Klaus Jepsen               |
| Peg O’Hara                 | Louise Lorimer    | Christine Gerlach          |
| Betty Clark                | Ann Doran         | Barbara Adolph             |
| Tom Mulvaney               | Emile Meyer       | Jörg Döring                |
| Fred Colton                | Regis Toomey      | Norbert Gescher            |
| Little Wolfie              | Tony Barr         | Manfred Rahn               |
| Tony Korvac                | Richard Bartlett  | Roman Kretschmer           |
| Angelo Korvac              | Charles Bronson   | Michael Pan                |
| Detective Pendleton        | Paul Bryar        | Manfred Petersen           |
| Morty                      | Don Dillaway      | Joachim von Ulmann         |
| Richter der Vorverhandlung | Ned Glass         | Eberhard Prüter            |
| Eddie                      | Lou Lubin         | Wolf Rüdiger Reutermann    |
| James Korvac               | Peter Mamakos     | Helmut Krauss              |
| Stenograf                  | Paul McGuire      | Heinz Palm                 |
| Toby Baum                  | Julius Tannen     | Eric Vaessen               |

Anmerkung: Die kursiv geschriebenen Namen sind Rollen und Darsteller, die nicht im Abspann erwähnt wurden.

## Veröffentlichung
Die Premiere des Films fand am 1. September 1951 statt. In der Bundesrepublik Deutschland wurde er am 1. Januar 1991 im deutschen Fernsehen ausgestrahlt.

## Kritiken
Der Filmkritiken-Aggregator Rotten Tomatoes hat in einer Auswertung ein Publikumsergebnis von 31 Prozent positiver Bewertungen ermittelt.
Das Lexikon des internationalen Films schrieb: „Düsterer Kriminalfilm mit melodramatischen Akzenten, getragen von geschliffenen Dialogen und hervorragenden Darstellern.“
Bosley Crowther von der The New York Times befand, der neue Film passe dem Star Spencer Tracy wie ein alter Schuh. Unglücklicherweise knirsche der Schuh. Zwar sei die Regie ruhig und nüchtern, doch Tracys Darstellung, das nachlässige Drehbuch und das Gefasel seien das Problem. Tracy latsche die meiste Zeit herum, blinzelnd, nasereibend, murmelnd. Die beste Vorstellung gebe dagegen William Campbell.
Die Variety bemängelte, dass eine im Grunde für ein Melodram gute Idee mit zu vielen unnötigen Abschweifungen und Wendungen vollgestopft werde. Die Aufführung sei unangenehm überlang.
Der Kritiker des TV Guide sah hingegen einen kraftvollen und überraschend düsteren Kriminalfilm.